# Lisa Hemmerle
Lisa Hemmerle (* 11. Dezember 1995 in München) ist eine deutsche Eishockeytorhüterin, die seit Dezember 2021 beim ERC Ingolstadt in der DFEL unter Vertrag steht.

## Karriere
Hemmerle spielt seit ihrem vierten Lebensjahr Eishockey alt und durchlief den (männlichen) Nachwuchs des EHC Klostersee bis hin zur Jugend- und Junioren-Bundesliga. Ab 2017 spielte sie für die Herren-Mannschaft des Vereins in der Eishockey-Oberliga, Bezirksliga und Landesliga Bayern sowie der Bayernliga. Ab 2019 lief sie beim ESC Planegg in der Fraueneishockey-Bundesliga auf und gewann mit diesem 2021 ihren ersten deutschen Meistertitel.
Im Dezember 2021 wechselte Hemmerle  – aufgrund der Verpflichtung von Franziska Albl – zum ERC Ingolstadt, mit dem sie 2022 ihren zweiten deutschen Meistertitel gewann. Zudem wurde sie aufgrund der gezeigten Leistungen als Playoff-MVP der Bundesliga ausgezeichnet. Weitere Erfolge mit dem ERC waren der Gewinn des DEB-Pokals 2023 und 2024.
Hemmerle ist gelernte Automobilkauffrau.

### International
2021 stand sie erstmals im erweiterten Kader der Frauen-Nationalmannschaft. 2024 absolvierte sie ihre erste Weltmeisterschaft, bei der sie in einem Spiel zum Einsatz kam und dieses ohne Gegentor beendete.

## Erfolge und Auszeichnungen
- 2021 Deutscher Meister mit dem ESC Planegg
- 2022  Deutscher Meister mit dem ERC Ingolstadt
- 2022 Playoff-MVP der Fraueneishockey-Bundesliga
- 2023 DEB-Pokalsieger mit dem ERC Ingolstadt
- 2024 DEB-Pokalsieger mit dem ERC Ingolstadt